# Korallsikló
A korallsikló (Lampropeltis triangulum sinaloae) a hüllők (Reptilia) osztályának pikkelyes hüllők (Squamata) rendjébe, ezen belül a siklófélék (Colubridae) családjába tartozó, nem mérges vörös királysikló (Lampropeltis triangulum) egyik alfaja. Színezete az erős mérgű  korallkígyókét (Micrurus) utánozza.
A vörös királysiklónak ezt az alfaját tenyésztik a leggyakrabban. Ritkán harap. Kézbe véve szagos váladékot bocsát ki a kloákájából.

## Előfordulása
Mexikóban él, Nyugat-Mexikóban Sonoráig és Chihuahuáig. Alfajneve onnan származik, hogy Sinaloában is megjelenik. A sivatagos alföldeken él egészen 1000 méteres tengerszint feletti magasságig. Előfordul a kevésbé száraz helyeken is, mint például a művelt földeken, gabonamezőkön. Napközben kaktuszok, sziklák, bokrok, kunyhók, csűrök menedékébe húzódik, deszkák, bádogdarabok és más rejtekek védelmében pihen.

## Megjelenése
Erős kígyó. Hossza többnyire 90–122 centiméter. Alapszíne piros, amit ritkásan keskeny fekete csíkok tarkáznak — ezeket fehér vagy okkersárga csíkok választják ketté. Könnyen megkülönböztethető a többi alfajtól, mivel a vörös csíkok háromszor olyan szélesek, mint a feketék. A farok felé a csíkok távolsága csökken. Nyakán háromszög alakú folt jelenik meg, amelynek a fehér csíkja tölcsér alakot vesz fel. A fej felső oldala fekete; a torka világosabb, fekete foltos. Maximális élettartama 20 év. Sötétedéskor és éjszaka aktív. Főként talajlakó, de néha felkeres alacsonyabb bokrokat is. Ahogy a többi, úgy ez az alfaj is mozgékony.

## Táplálkozása

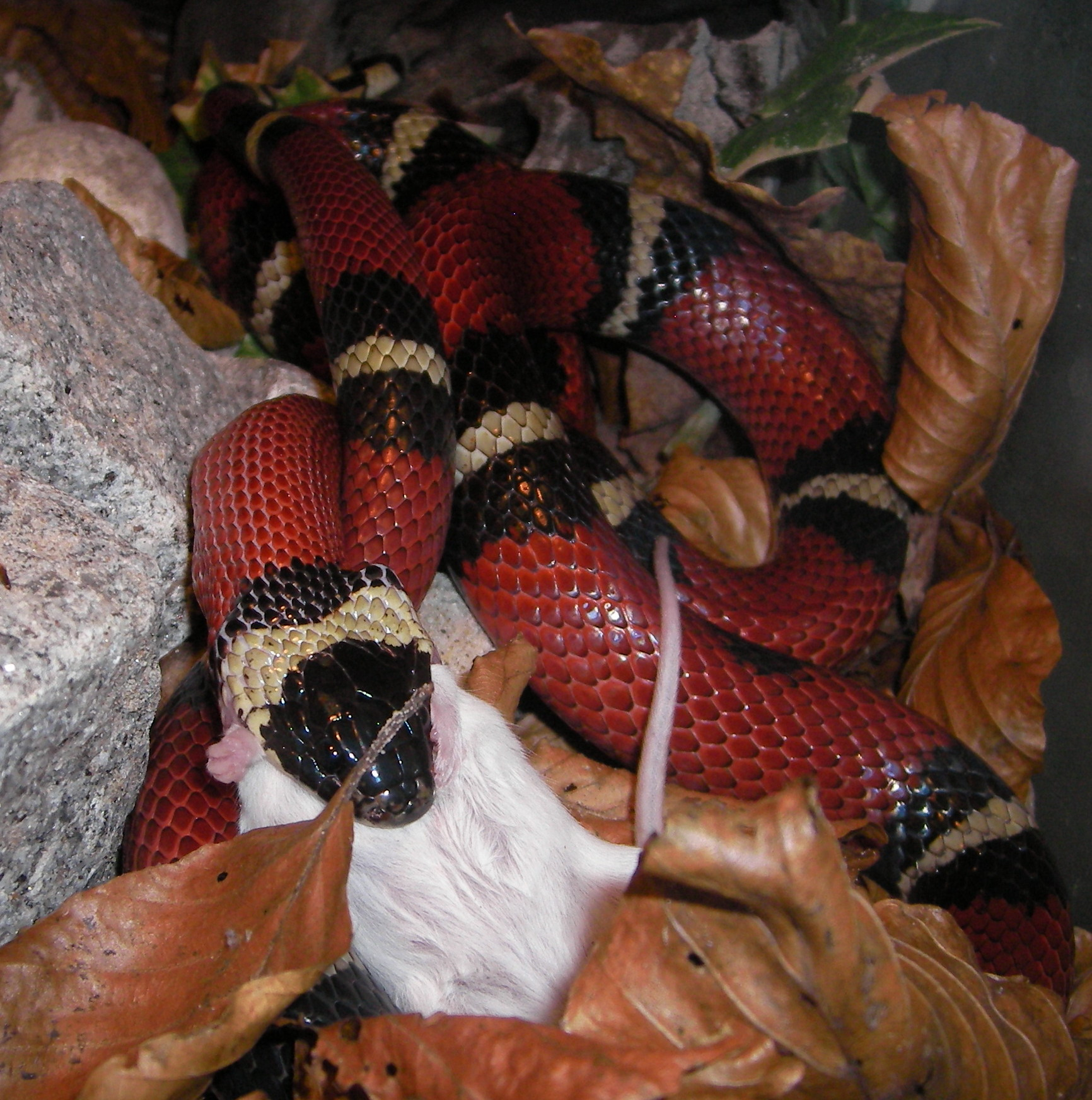
Táplálkozás közben

Kisemlősökkel, például az istállókban és a gabonaföldeken található egerekkel, patkányokkal, madarakkal, tojásokkal, kisebb gyíkokkal, kígyókkal táplálkozik. Mérges kígyókat is eszik, és legalább bizonyos mértékig immunis a mérgükre. Főként rágcsálókon él. Nem kannibál hajlamú. A néphit szerint azért megy az istállók környékére, hogy kiszívja a tehenek tejét.

## Szaporodása
A hideg téli hónapokban a nyugalomban van. A tavaszi felmelegedéssel kezdetét veszi a szaporodási idő. A párosodásra jellemzően májusban vagy júniusban kerül sor. Az eredményes párosodás után nyolc héttel a nőstény 2–17 tojást rak korhadó fa, növényzet és sziklák közé. A kikelésig tartó idő a hőmérséklettől függ, 28 Celsius-fokon 56–64 nap. Keléskor a fiatalok  23–25 centiméter hosszúak. 2–3 évesen válnak ivaréretté.

## Fordítás
- Ez a szócikk részben vagy egészben  a   Sinaloa-Dreiecksnatter című német Wikipédia-szócikk ezen változatának fordításán alapul.  Az eredeti cikk szerkesztőit annak laptörténete sorolja fel. Ez a jelzés csupán a megfogalmazás eredetét és a szerzői jogokat jelzi, nem szolgál a cikkben szereplő információk forrásmegjelöléseként.
- Ez a szócikk részben vagy egészben  a   Sinaloan milk snake című angol Wikipédia-szócikk ezen változatának fordításán alapul.  Az eredeti cikk szerkesztőit annak laptörténete sorolja fel. Ez a jelzés csupán a megfogalmazás eredetét és a szerzői jogokat jelzi, nem szolgál a cikkben szereplő információk forrásmegjelöléseként.